# Ga Thủ Đức (Đường sắt đô thị Thành phố Hồ Chí Minh)
Ga Thủ Đức là một trong những nhà ga tàu điện của Tuyến số 1, nằm tại phường Bình Thọ, thành phố Thủ Đức, Thành phố Hồ Chí Minh.

## Lịch sử
Dự kiến khai trương vào năm 2024.

## Bố trí ga
| L2 Tầng ke ga                   | Ke ga bên, cửa sẽ mở ở bên phải                               | Ke ga bên, cửa sẽ mở ở bên phải                                                     |
| Ke ga 1                         | ← L1 Tuyến 1 đi Bình Thái (Hướng đi Bến Thành)                |                                                                                     |
| Ke ga 2                         | L1 Tuyến 1 đi Khu Công nghệ cao (Hướng đi Bến xe Suối Tiên) → |                                                                                     |
| Ke ga bên, cửa sẽ mở ở bên phải |                                                               |                                                                                     |
| L1 Tầng trung chuyển            | Tầng 1                                                        | Khu bán vé, khu thương mại, khu bộ phận kỹ thuật, khu cổng ra vào và cổng kiểm soát |
| G                               | Mặt đất                                                       | Cổng ra vào, bãi đậu xe và khu bộ phận kỹ thuật                                     |

## Kết nối

### Xe buýt
Ga Thủ Đức kết nối với các tuyến xe buýt  10, 30, 52, 53, 55, 67, 104, 150, 60-3 và 60-7 tại trạm Betong Hải Âu và trạm Ngã tư Thủ Đức trên đường Võ Nguyên Giáp; các tuyến xe buýt  6, 8, 56, 57, 89 và 141 tại trạm Trường Đại học Sư Phạm Kỹ Thuật trên đường Võ Văn Ngân.

## Vùng xung quanh
- Trường Đại học Sư phạm Kỹ thuật Thành phố Hồ Chí Minh
- Vincom Thủ Đức
- Công viên Bình Thọ

## Hình ảnh

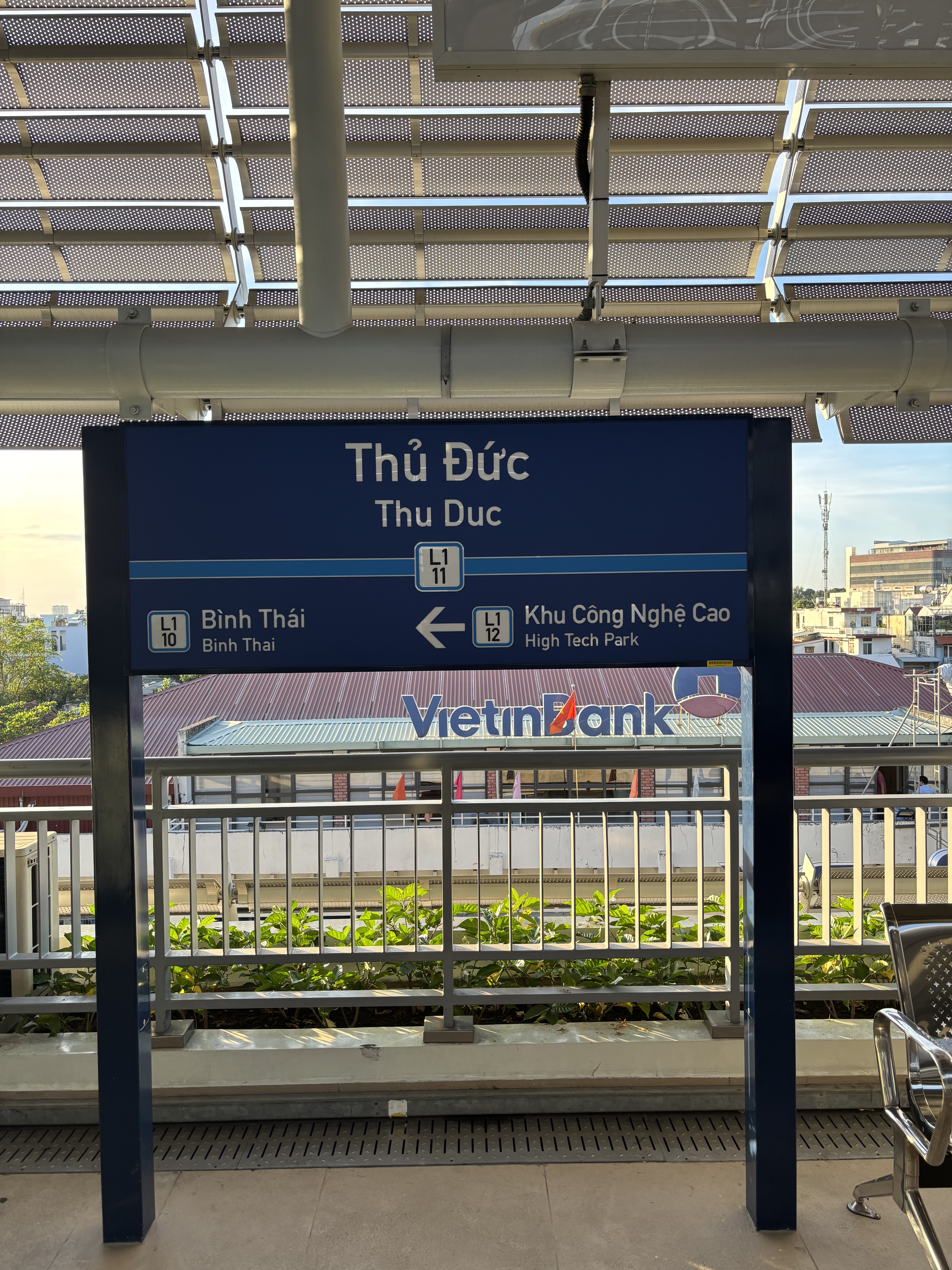
Bảng hiệu Ga Thủ Đức
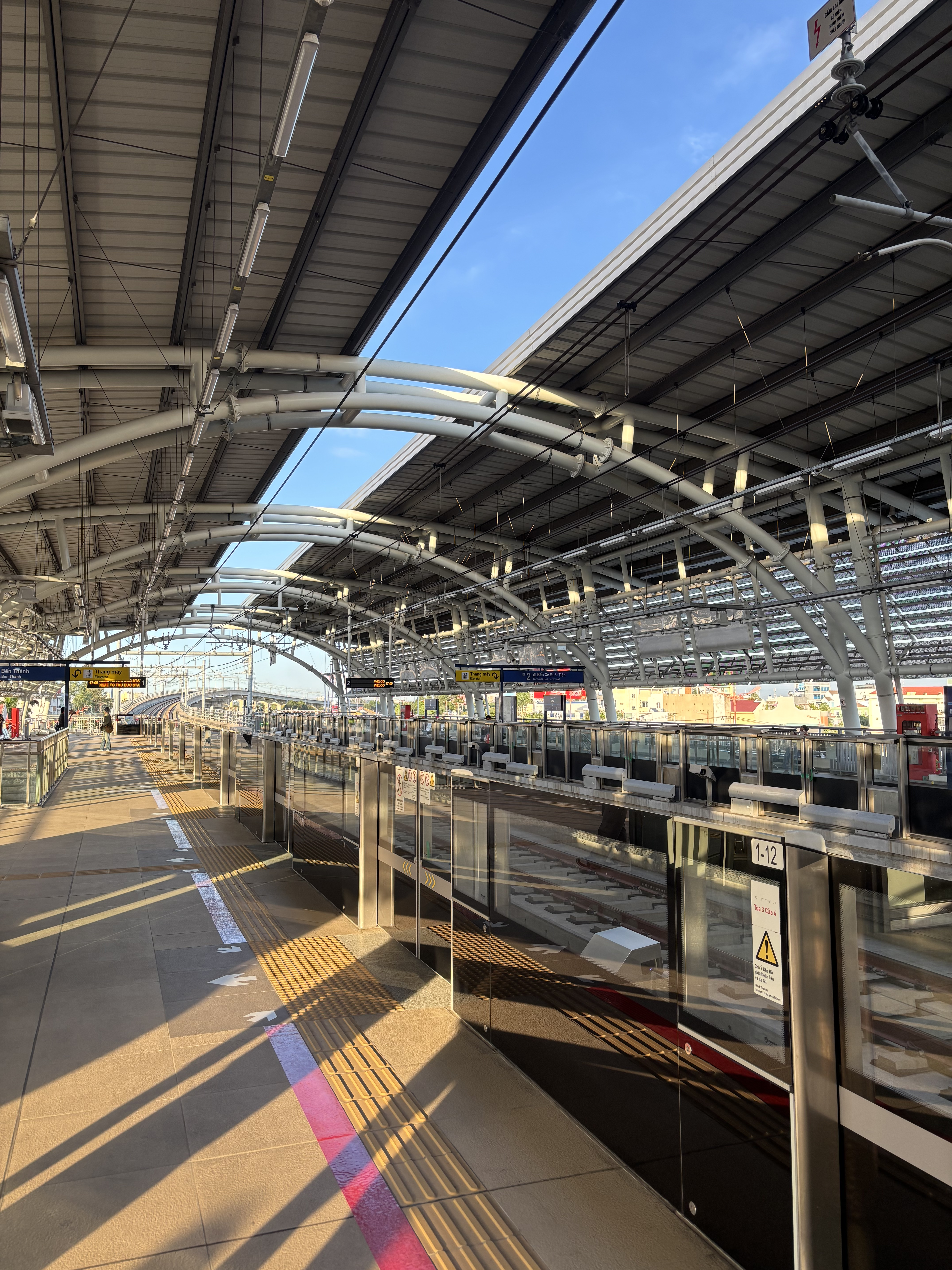
Ke ga Thủ Đức hướng về Khu Công Nghệ cao
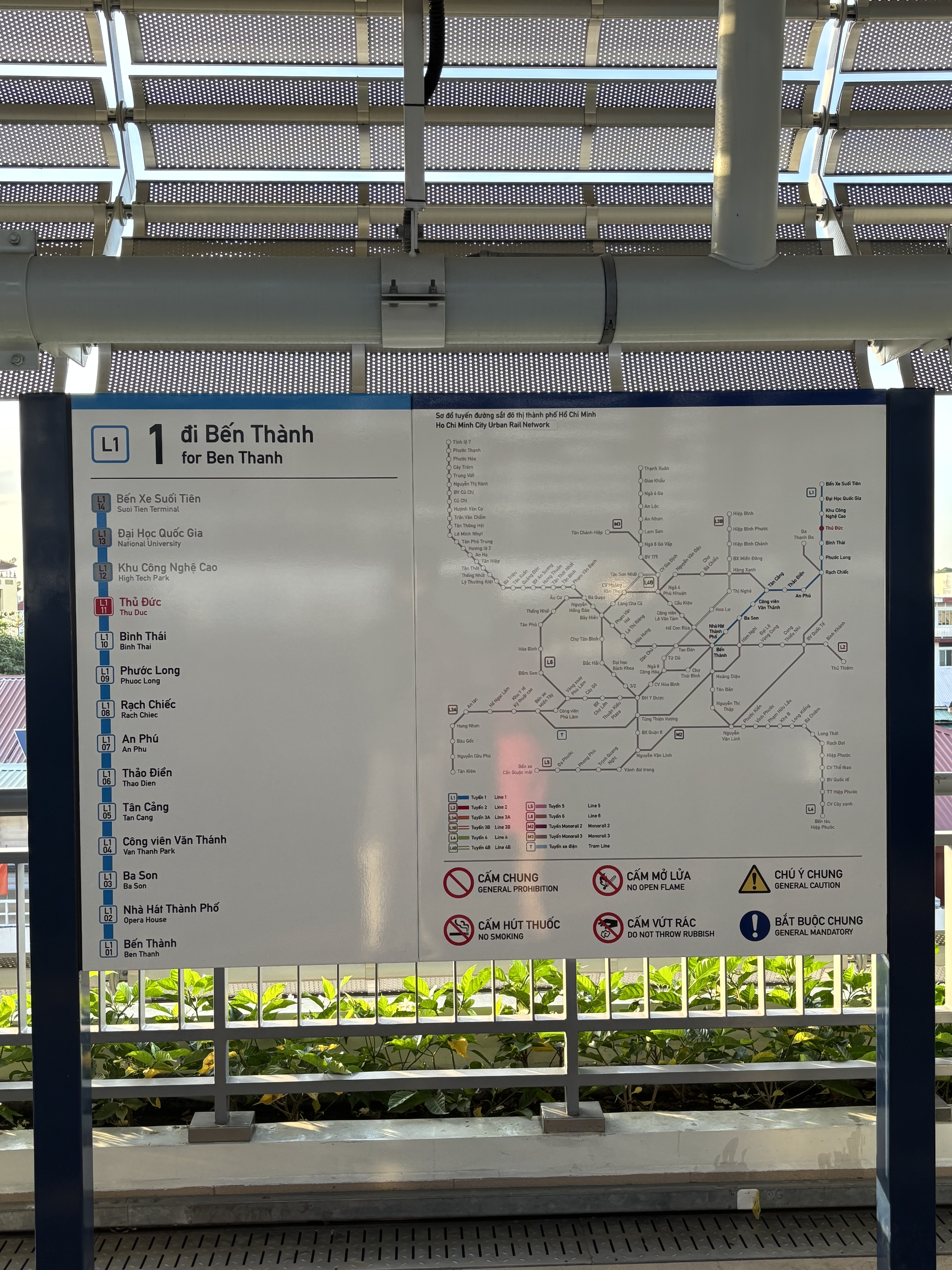
Sơ đồ tuyến 1 và toàn hệ thống
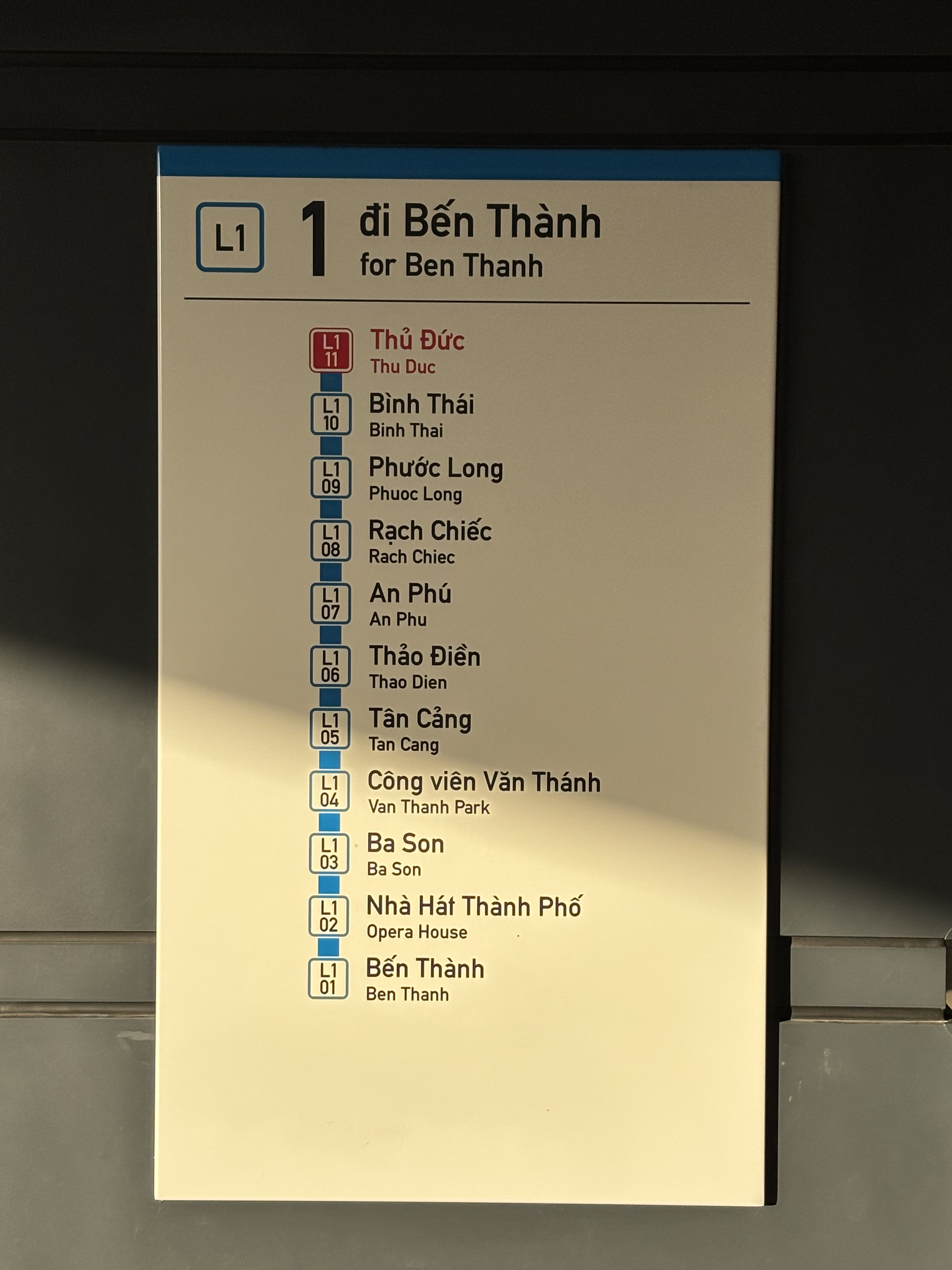
Lộ trình tuyến 1 tại Ga Thủ Đức